# ملوانان کنار تخت
ملوانان کنار تخت (دانمارکی: Sømænd på sengekanten) یک فیلم اروتیک کمدی و موزیکال دانمارکی به کارگردانی جان هیلبارد است که در سال ۱۹۷۶ منتشر شد. این فیلم، ششمین و آخرین فیلم از مجموعه‌فیلم‌های دانمارکی کنار تخت (یک مجموعه‌فیلم کمدی جریان اصلی) و یکی از دو فیلمی در این مجموعه است که صحنه‌های هاردکور دارد، از جمله صحنه‌های مبسوطی از فیلم کوتاه نقطه اوج رنگ شمارهٔ ۱۲۸۳: سکس سفارشی پستی (۱۹۷۳)، که خدمهٔ کشتی در حال تماشای آن هستند.

## گزیدهٔ بازیگران
- بنت واربورگ
- انه بی واربورگ
- بیورن پوگارد-مولر
- پل هاگن
- اوله سولتوفت
- کارل استگر
- انی بیرگیت گارده
- آرتور ینسن
- سورن استرونبرگ